# Ендрю Ніскер
Ендрю Ніскер (англ. Andrew Nisker; нар. 21 серпня 1978) — колишній канадський тенісист.
Найвищу одиночну позицію світового рейтингу — 756 місце досяг 9 грудня 2002, парну — 207 місце — 5 серпня 2002 року.

## Фінали ATP Челленджер і ITF Ф'ючерс

### Одиночний розряд: 1 (0–1)
| Легенда              |
| -------------------- |
| ATP Челленджер (0–0) |
| ITF Ф'ючерс (0–1)    |

| Фінали за покриттям |
| ------------------- |
| Тверде (0–1)        |
| Ґрунт (0–0)         |
| Трава (0–0)         |
| Килим (0–0)         |

| Результат | В-П | Дата     | Турнір              | Рівень  | Покриття | Суперник      | Рахунок  |
| --------- | --- | -------- | ------------------- | ------- | -------- | ------------- | -------- |
| Поразка   | 0–1 | Чер 2002 | Канада F1, Місісага | Ф'ючерс | Тверде   | Трейс Філдінґ | 3–6, 2–6 |

### Парний розряд: 11 (3–8)
| Легенда              |
| -------------------- |
| ATP Челленджер (0–2) |
| ITF Ф'ючерс (3–6)    |

| Фінали за покриттям |
| ------------------- |
| Тверде (3–8)        |
| Ґрунт (0–0)         |
| Трава (0–0)         |
| Килим (0–0)         |

| Результат | В-П | Дата     | Турнір               | Рівень     | Покриття | Партнер          | Суперники                                | Рахунок            |
| --------- | --- | -------- | -------------------- | ---------- | -------- | ---------------- | ---------------------------------------- | ------------------ |
| Поразка   | 0–1 | Лют 2001 | Мексика F1, Четумаль | Ф'ючерс    | Тверде   | Тріпп Філліпс    | Йозеф Нештіцький Їржі Врбка              | 4–6, 2–6           |
| Перемога  | 1–1 | Лют 2001 | Мексика F2, Канкун   | Ф'ючерс    | Тверде   | Тріпп Філліпс    | Хакобо Ернандес Дімітріо Мартінес-Кастро | 4–6, 6–4, 6–1      |
| Перемога  | 2–1 | Чер 2001 | Канада F1, Місісага  | Ф'ючерс    | Тверде   | Тріпп Філліпс    | Стів Берк Кайл Портер (тенісист)         | 3–6, 7–6(7–4), 6–3 |
| Поразка   | 2–2 | Чер 2001 | Канада F2, Монреаль  | Ф'ючерс    | Тверде   | Тріпп Філліпс    | Боббі Кокавец Ліколя Брошу               | 2–6, 4–6           |
| Поразка   | 2–3 | Сер 2001 | Бінгемтон, США       | Челленджер | Тверде   | Амір Хадад       | Боббі Кокавец Фредерік Ніємеєр           | 6–2, 4–6, 1–6      |
| Поразка   | 2–4 | Сер 2001 | Бронкс, США          | Челленджер | Тверде   | Ґевін Сонтаґ     | Келлі Ґаллетт Боббі Кокавец              | 4–6, 3–6           |
| Поразка   | 2–5 | Вер 2001 | Франція F17, Плезір  | Ф'ючерс    | Тверде   | Фредерік Ніємеєр | Жіль Ельсенеер Вім Нефс                  | 3–6, 7–6(7–3), 4–6 |
| Поразка   | 2–6 | Чер 2002 | Канада F2, Монреаль  | Ф'ючерс    | Тверде   | Джефф Ласкі      | Майкл Сісек Ліколя Брошу                 | 5–7, 6–4, 6–7(6–8) |
| Поразка   | 2–7 | Чер 2002 | Канада F3, Lachine   | Ф'ючерс    | Тверде   | Трейс Філдінґ    | Мустафа Гусе Петер Хандойо               | 6–7(6–8), 6–7(3–7) |
| Перемога  | 3–7 | Чер 2003 | Канада F1, Місісага  | Ф'ючерс    | Тверде   | Трейс Філдінґ    | Френк Данцевич Раян Расселл              | 6–4, 7–6(7–2)      |
| Поразка   | 3–8 | Чер 2003 | Канада F2, Монреаль  | Ф'ючерс    | Тверде   | Трейс Філдінґ    | Гантлі Монтґомері Раян Сачір             | 3–6, 4–6           |